# Pseudocercospora sawadae
Pseudocercospora sawadae är en svampart som först beskrevs av W. Yamam., och fick sitt nu gällande namn av Goh & W.H. Hsieh 1987. Pseudocercospora sawadae ingår i släktet Pseudocercospora och familjen Mycosphaerellaceae.   Inga underarter finns listade i Catalogue of Life.